# Филип Стојановић
Филип (Стојана) Стојановић (1888 — 1944) био је српски јунак. Носилац је Карађорђеве звезде са мачевима.

## Биографија
Рођен је 1888. године на Цетињу, непосредно после погибије његовог оца Стојана Џаковића, када је Филип имао две године, његова мајка се преселила у Топлицу и ту је Филип одрастао а затим ступио у Војну академију. Као школовани официр ратовао је у свим ратовима од 1912. године, као командир вода, чете и батаљона. Прешао је преко Албаније. Са Крфа је послат у Одесу где је у Српском добровољачком корпусу постављен за команданта батаљона. Ca својим батаљоном водио је борбе у Добруџи.
После Октобарске револуције враћа се у Србију и наставља активну војну службу. Рат 1941. године затекао га је у Хрватској, где је као пуковник био на комадној дужности. Као частан човек и познати јунак није могао да поднесе срамотну капитулацију и покушао је да изврши самоубиство. Међутим, тешко рањеног су га пребацили у болницу, где је излечен и затим послат у заробљенички логор за официре у Хамелбургу. Ту је и преминуо јануара 1944. године.

Филип Стојановић је поред официрског ордена КЗ са мачевима 4. реда, био одликован бројним српским, југословенским и страним одликовањима. Имао је две Златне медаље за храброст. Као поручник 1915. године одликован је орденом Белог орла 4. степена, затим руским орденима Св. Ђорђа 3. степена, француским орденом Легије части и споменицама из минулих ратова.